# Менкаухор
Менкаухо́р — фараон V династии Древнего Египта, правивший приблизительно в 2422—2414 годах до н. э.

## Правление

### Происхождение и родственные отношения фараона

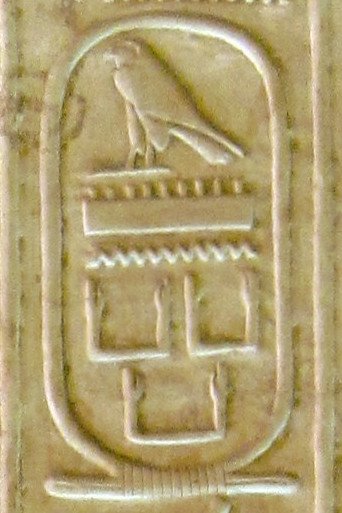
Имя Менкаухора в Абидосском списке фараонов (№ 31)

Менкаухор, наряду с Шепсескара, является одним из наиболее малоизвестных фараонов Древнего царства.
Ко времени его правления относятся лишь несколько записей в гробницах вельмож, наскальная надпись в Вади-Магара на Синае, единственная сохранившаяся печать и маленькая алебастровая статуя. До сих пор его родство по отношению к его предшественнику Ниусерра не подтверждено точно. Однако некоторые исследователи считают его сыном Ниусерра. Отправной точкой для этого утверждения служит фрагмент рельефа из заупокойного храма Хенткаус II, матери Ниусерра, на котором изображён царевич по имени Хенткаухор (Chentikauhor), который принимается как сын Ниусерра, вступивший после смерти отца на трон под именем Менкаухор. Однако, более новые находки говорят о другой реконструкции событий.
Весной 2008 года в мастабе царевича Уркаура (Werkaure) в Саккара была открыта надпись, которая содержит имя Менкаухора, однако, не в форме титула фараона, что доказывает, что Менкаухор ещё до вступления на престол носил данное имя. Возможно, он был братом Хенткаухора и, таким образом, ещё одним сыном Ниусерра.
Также о жёнах и потомках Менкаухора едва ли что можно сказать. Царица по имени Мересанх IV принимается как его супруга, а два царевича носящие имена Каемтдженет (Kaemtjenet) и Раемка (Raemka) как его сыновья. Однако, родственное отношение этих трёх людей к Менкаухору очень шатко и базируется лишь на месте и датировке их могил.
Предположительно, матерью Менкаухора была Хентакавесс III.

### Время правления

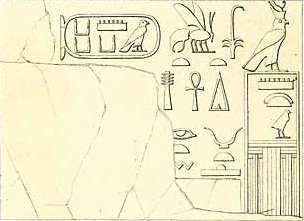
Прорисовка надписи Менкаухора в Вади-Магхара

Менкаухор является одним из немногих фараонов Древнего царства, имя которого сохранилось во всех основных списках фараонов — в таблице Абидоса он назван Менкаухор, Саккарский список упоминает его под именем Менкахор, Туринский папирус именует его также Менкахором и говорит, что его правление продолжалось 8 лет.
Манефон называет его Менхересом (др.-греч. Μεγχερῆς) и приписывает ему правление в 9 лет. И Туринский список и тем более труд Манефона относятся к более позднему времени и указанные ими года правления фараона не могут быть приняты с полной достоверностью, а современных фараону указаний о продолжительности его правления до сих пор не найдено.
Единственным известным событием времени правления Менкаухора является отправка экспедиции на Синайский полуостров, о чём свидетельствует найденная там на скалах в Вади-Магхара разрушенная надпись, включающая имя фараона и повествующая о неком поручении, выполняемом чиновником, имя которого не сохранилось.

### Имена фараона
| G5 |

| G5 |

| Y5 · N28 | G43 |

| Y5 · N28 | G43 |

| G8 |

| G8 |

| T3 · G5s · S12 |

| T3 · G5s · S12 |

| nswt&bity |

| nswt&bity |

| G5 | Y5 · D28 | D28 · D28 |

| G5 | Y5 · D28 | D28 · D28 |

| G5 | Y5 · D28 | D28 · D28 |

| G5 | Y5 · D28 | D28 · D28 |

| G5 | Y5 · D28 | D28 · D28 |

| G5 | Y5 · D28 | D28 · D28 |

| G5 | Y5 · D28 | D28 · D28 |

| G5 | Y5 · D28 | D28 · D28 |

| G5 | Y5 | D28 |

| G5 | Y5 | D28 |

| G5 | Y5 | D28 |

| G5 | Y5 | D28 |

| G5 | Y5 | D28 |

| G5 | Y5 | D28 |

| G5 | Y5 | D28 |

| G5 | Y5 | D28 |

| G5 | M17 | D28 | G43 |

| G5 | M17 | D28 | G43 |

| G5 | M17 | D28 | G43 |

| G5 | M17 | D28 | G43 |

| G5 | M17 | D28 | G43 |

| G5 | M17 | D28 | G43 |

| G5 | M17 | D28 | G43 |

| G5 | M17 | D28 | G43 |

| D28 | M17 | G43 |

| D28 | M17 | G43 |

| D28 | M17 | G43 |

| D28 | M17 | G43 |

| D28 | M17 | G43 |

| D28 | M17 | G43 |

| D28 | M17 | G43 |

| D28 | M17 | G43 |

### Пирамида Менкаухора и его солнечный храм

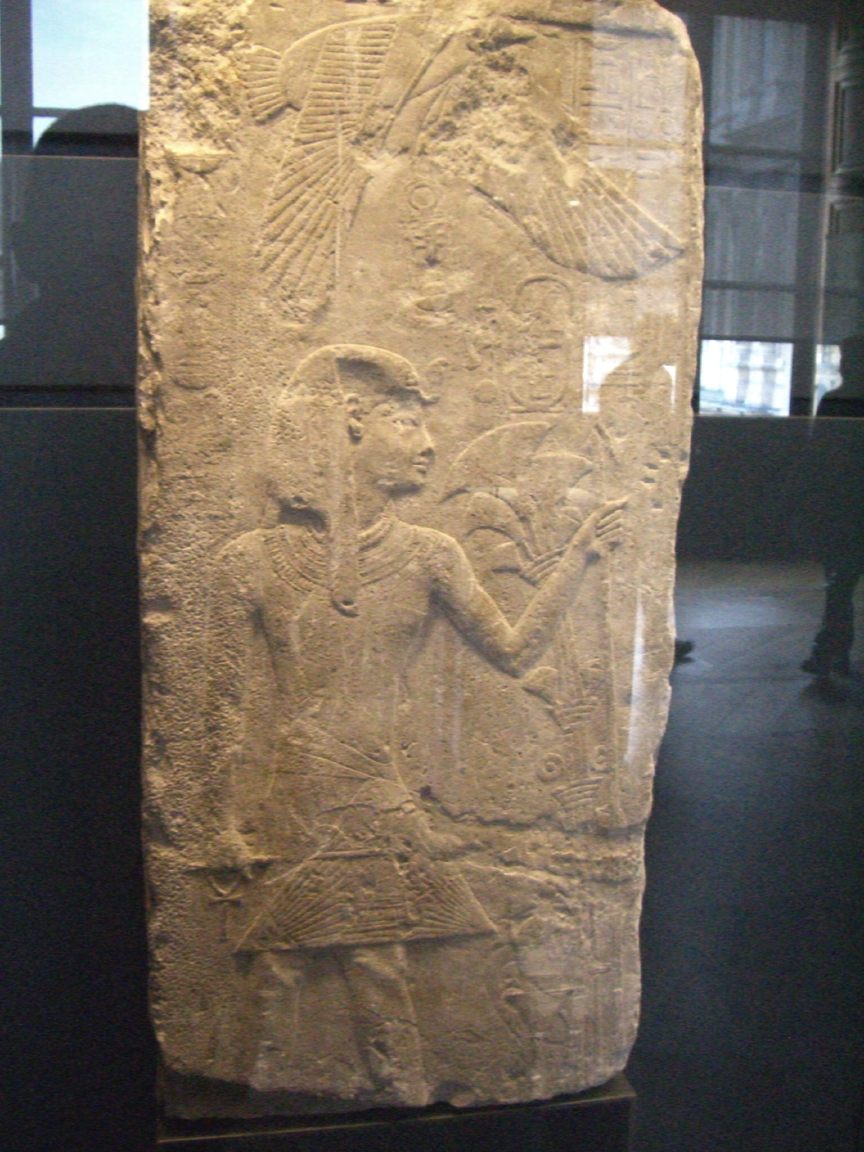
Изображение Менкаухора на стеле XVIII-й династии; Лувр, Париж

Из строительных работ Менкаухора известны его пирамида, носящая имя Нечер-сут («Святое место») и солнечный храм Ахет-Ра («Горизонт Ра»). Однако оба эти строения известны только по надписям, точное их месторасположение не идентифицировано до сегодняшнего дня.
На данный момент две пирамиды принимаются во внимание как погребальные памятники Менкаухора (незаконченная пирамида на севере Абусира, ранее рассматривавшаяся как возможное захоронение Менкаухора, может быть определённо отнесена к Шепсескара). Это, во первых, пирамида Лепсиуса № 29 (так называемая «Безголовая пирамида», поскольку сохранилось только её основание) на севере Саккара. Сооружение имеет боковую длину примерно в 52 м и сегодня разрушено почти полностью вплоть до фундамента. Ранее считалось, что 29-я пирамида Лепсиуса, служила усыпальницей либо фараону X династии Мерикаре, либо кому-то из правителей XII династии (Среднее царство). Хотя археологам до сих пор не удалось найти иероглифическую надпись с именем владельца пирамиды, но обнаружено явное архитектурное сходство этой пирамиды с другими сооружениями V династии. Архитектурные детали, свидетельствующие в пользу датировки эпохой Древнего царства таковы: большие блоки красного гранита у входа в погребальную камеру, найденная крышка саркофага из серого сланца (этим материалом не пользовались в эпоху Среднего царства), внутренний план сооружений  пирамиды. В отличие от Среднего царства, когда в пирамидах строили сложные лабиринтоподобные ходы, в Древнем царстве камеры располагались более просто.
Так как Менкаухор на данный момент является единственным фараоном V династии, чью усыпальницу до сих пор не удавалось идентифицировать, то можно с достаточно большой уверенностью говорить о принадлежности данной пирамиды Менкаухору. Подтверждением того, что пирамида Менкаухора находилась в Саккара, служит и тот факт, что в стене погребального здания Аписов (так называемом Серапеуме) найден камень, вероятно, взятый из недалеко отсюда находившейся разрушенной пирамиды Менкаухора. На этом камне, заложенном в кладку стены, найдено изображение Менкаухора и его имя.

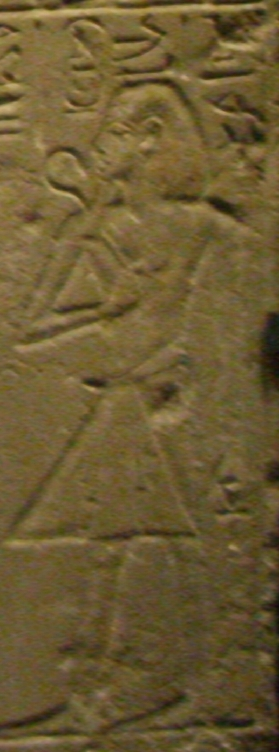
Изображение Менкаухора на рельефе из гробницы Тхутху в Саккара; Лувр, Париж

В качестве второго кандидата на поминальный комплекс Менкаухора может претендовать пирамида Лепсиуса № 50 в Дахшуре, однако подтверждающие это признаки намного скуднее. На основе находок керамики сооружение может датироваться IV-ой или V-ой династией; как и в первом случае не были найдены никакие письменные документы, указывающие на Менкаухора. Единственным основанием для этой идентификации может служить место в тексте из охранного декрета фараона Пепи I, из которого можно судить, что пирамида Менкаухора находилась близко от пирамид Снофру; однако в последнее время это место в тексте интерпретируется иначе.
Несколько хозяйственных документов Древнего царства из архивов Абусира, кажется, дают понять, что Менкаухор успел закончить свою пирамиду на момент своей смерти и, что его погребальный культ продолжал отправляться и после его смерти.
Местонахождение солнечного храма «Горизонт Ра» Менкаухора до сих пор неизвестно. Данный храм упомянут в титулах пяти жрецов, оправляющих культ в нём, а также на оттиске печати, найденном в гробнице недалеко от пирамиды Ниусерра. Менкаухор, видимо, был последним властителем, который приказал соорудить такую солнечную святыню.
Сохранилась сидячая статуэтка Менкаухора неизвестного происхождения (возможно, из Мемфиса), которая находится ныне в Египетском музее в Каире (Инв. номер CG 40 = JdE 28579). Статуя выполнена из алебастра и имеет высоту 47,5 см. Она изображает фараона в накидке Sedfest и в белой короне Верхнего Египта. Глаза статуи обведены тенями макияжа. Традиционная бородка фараона сильно повреждена, но всё же прослеживается; то же можно сказать и о носе статуи. Принадлежность статуи Менкаухору подтверждается подписью, которая выгравирована справа от ног фараона.
Культ почившего Менкаухора пользовался большим почётом, для снабжения которого многочисленными сельскохозяйственными товарами выделялись государственные земли. Известны гробницы нескольких жрецов культа покойного фараона, которые находятся в южном Абусире и северном Саккара. Этот культ поддерживался также во времена Нового царства, что доказано несколькими могильными рельефами. Изображения Менкаухора найдены в гробницах Аменеминет (Ameneminet) и Тхутху (Thuthu), датированных XVIII-ой династией.
Ко времени Рамессидов относится каменный блок с рельефом, который теперь находится в Египетском музее в Берлине. Предположительно, этот блок был найден в гробнице в Саккара. На нём изображены пять сидящих на престоле фараонов Древнего царства. У первого на сегодняшний день имени не сохранилось, но с помощью старых фотографий его, похоже, можно соотнести со Снофру. Далее следуют Джедефра, Микерин, Менкаухор и Пепи II Неферкара. Этот рельеф на блоке, скорее всего, показывает сцену поклонения владельца гробницы, который стоит перед фараонами.
| V династия               |                                                                        |                          |
| Предшественник: Ниусерра | фараон Египта ок. 2414 — 2405 до н. э. (правил приблизительно 8—9 лет) | Преемник: Джедкара Исеси |